# Fenyvesi Judit (labdarúgó)
Fenyvesi Judit (Szombathely, 1985. augusztus 29. –) válogatott labdarúgó, csatár. Polgári foglalkozása rendőr.

## Pályafutása

### Klubcsapatban
1998-ban a Viktória FC csapatában kezdte a labdarúgást. 2000-ben mutatkozott be az élvonalban. A szombathelyi csapattal kétszeres magyar bajnok és kupa győztes. 2009-ben visszavonult. Két év szünet után a 2011–12-es idényben a Ferencvárosi TC csapatában szerepelt az élvonalban.

### A válogatottban
2001 és 2007 között 22 alkalommal szerepelt a válogatottban.

## Sikerei, díjai
- Magyar bajnokság
  - bajnok: 2003–04, 2008–09
  - 2.: 2004–05, 2006–07, 2007–08
  - 3.: 2000–01, 2001–02, 2002–03, 2005–06
- Magyar kupa
  - győztes: 2008, 2009

## Statisztika

### Mérkőzései a válogatottban
| Magyarország | Magyarország         | Magyarország                       | Magyarország  | Magyarország | Magyarország     | Magyarország | Magyarország | Magyarország |
| #            | Dátum                | Helyszín                           | Hazai         | Eredmény     | Vendég           | Kiírás       | Gólok        | Esemény      |
| ------------ | -------------------- | ---------------------------------- | ------------- | ------------ | ---------------- | ------------ | ------------ | ------------ |
| 1.           | 2001. október 13.    | Bük                                | Magyarország  | 2 – 0        | Fehéroroszország | Eb-selejtező | -            | 64'          |
| 2.           | 2004. április 2.     | Lendva                             | Szlovénia     | 2 – 2        | Magyarország     | barátságos   | -            |              |
| 3.           | 2004. április 4.     | Szombathely, Király-sportcentrum   | Magyarország  | 4 – 1        | Szlovénia        | barátságos   | -            | 55'          |
| 4.           | 2004. május 1.       | Dunaújváros                        | Magyarország  | 2 – 2        | Lengyelország    | Eb-selejtező | -            | 82'          |
| 5.           | 2004. május 29.      | Székesfehérvár                     | Magyarország  | 0 – 5        | Izland           | Eb-selejtező | -            | 70'          |
| 6.           | 2004. október 3.     | Moszkva, Stroitel stadion          | Oroszország   | 4 – 0        | Magyarország     | Eb-selejtező | -            |              |
| 7.           | 2004. november 13.   | Liège                              | Belgium       | 5 – 1        | Magyarország     | barátságos   | -            | 69'          |
| 8.           | 2005. március 17.    | Tapolca                            | Magyarország  | 0 – 3        | Lengyelország    | barátságos   | -            |              |
| 9.           | 2005. április 12.    | Kisudvarnok                        | Szlovákia     | 2 – 1        | Magyarország     | barátságos   | -            |              |
| 10.          | 2005. április 13.    | Győr, Integral-DAC pálya           | Magyarország  | 2 – 0        | Szlovákia        | barátságos   | -            | 65'          |
| 11.          | 2005. május 24.      | Zalaegerszeg                       | Magyarország  | 2 – 0        | Szlovénia        | barátságos   | -            | 70'          |
| 12.          | 2005. szeptember 24. | Bük                                | Magyarország  | 0 – 3        | Ausztria         | vb-selejtező | -            | 58'          |
| 13.          | 2005. november 9.    | Blois                              | Franciaország | 2 – 0        | Magyarország     | vb-selejtező | -            | 73'          |
| 14.          | 2006. március 7.     | Szenc                              | Szlovákia     | 3 – 2        | Magyarország     | barátságos   | -            |              |
| 15.          | 2006. március 8.     | Győr                               | Magyarország  | 1 – 0        | Szlovákia        | barátságos   | -            | 63'          |
| 16.          | 2006. április 22.    | Dunaújváros, Dunaferr stadion      | Magyarország  | 0 – 5        | Franciaország    | vb-selejtező | -            | 88'          |
| 17.          | 2006. május 11.      | Southampton                        | Anglia        | 2 – 0        | Magyarország     | vb-selejtező | -            | 85'          |
| 18.          | 2007. március 14.    | Szenc                              | Szlovákia     | 2 – 3        | Magyarország     | barátságos   | -            | 58'          |
| 19.          | 2007. március 15.    | Győr, Integrál-DAC pálya           | Magyarország  | 3 – 1        | Szlovákia        | barátságos   | -            | 64'          |
| 20.          | 2007. május 5.       | Debrecen, Oláh Gábor utcai stadion | Magyarország  | 3 – 3        | Románia          | Eb-selejtező | -            | 69'          |
| 21.          | 2007. szeptember 5.  | Vuhan                              | Kína          | 4 – 0        | Magyarország     | barátságos   | -            | a szünetben  |
| 22.          | 2007. október 21.    | Bük                                | Magyarország  | 2 – 2        | Szlovénia        | barátságos   | -            | a szünetben  |
|              | Összesen             |                                    |               | 22           | mérkőzés         |              | 0            | gól          |